# 鎌倉號列車
鎌倉（日语： Kamakura */?）號列車曾經是由東日本旅客鐵道（JR東日本）營運，行走於吉川美南站至鎌倉站之間的臨時列車特別急行列車，途經武藏野線、東海道本線和橫須賀線。基本上列車於全年星期六及假日服務。
「鎌倉」的前身是「假日快速鎌倉」，在2022年度秋季（10月）升級為特急列車。
另外，本條目同時記述從各路線前往鎌倉方向的臨時列車。

## 概要

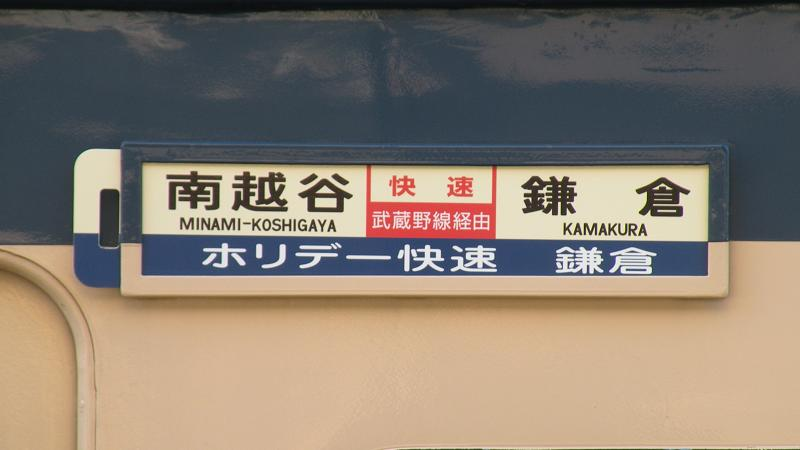
南越谷到發時代的方向幕

「鎌倉」是行走於吉川美南站至鎌倉站之間，途經武藏野線、東海道本線和橫須賀線。當中，「鎌倉」會途經沒有定期客運列車通過的貨物線，成為了該列車的特點。
在開始運行當初，列車是在東北本線小山站到發。在1993年秋季起改於大宮站到發。在2011年冬季起改於南越谷站到發。在2021年秋季起改於吉川美南站到發。

## 運行概況
在1990年開始運行以來，基本上於整年的星期六及假日行走。
列車從吉川美南站出發，途經武藏野線、新鶴見號誌站，於鶴見站轉入東海道本線，再途經橫須賀線前往終點站鎌倉站。

### 停車站
吉川美南站 - 南越谷站 - 武藏浦和站 - 北朝霞站 - 新秋津站 - 西國分寺站 - 橫濱站 - 北鎌倉站 - 鎌倉站
- 列車到達鶴見站會停靠在沒有月台的路軌上作運輸停車。在這個時候會有乘務員交班。同時也會改變列車編號[1]。隨後，列車會駛至京急本線花月總持寺站附近轉入東海道線旅客線（反方向班次則轉入東海道貨物線）。
- 列車到達橫濱站不會停靠在橫須賀線月台，而是停靠在東海道線月台。隨後，列車會駛至戶塚站內才轉入橫須賀線路軌（反方向班次則轉入東海道線列車線）。
- 由於鎌倉站沒有列車折返設備，因此停靠鎌倉站後，列車會以不載客列車的身份繼續駛往逗子站。而上行列車則從逗子站以不載客列車的身份前往鎌倉站，隨即開始執行「鎌倉」班次。
- 由於JR東日本在武藏野線鶴見站至府中本町站之間沒有設定營業距離[3]，因此在這個區間沒有有效的車票可供發售。途經該路段的乘客需要購買途經南武線南多摩站、武藏小杉站、品鶴線新川崎站的車票。
- 在「假日快速鎌倉」的時代，該列車加停越谷Laketown站、南浦和站、新座站、東所澤站、北府中站和大船站。

## 使用車輛
從1990年「假日快速鎌倉」登場至2013年夏季前，基本上使用近郊型115系行走。隨後開始使用特急型電動列車行走。
- 115系
  - 在當初開始運行時已經使用。
  - 在2001年度冬期前該115系是來自小山電車區（日语：小山車両センター），以7卡編成或2抽4卡編成運行。
  - 在2002年度冬期至2013年夏季，除了使用下述的列車外，該115系是來自豐田電車區（2007年起名為豐田車輛中心（日语：豊田車両センター）），以6卡編成（M40編成）。該車輛基本上是只服務此列車[1][4]。

- 165系、169系
  - 在2002年春季至夏季期間使用來自新前橋電車區（日语：新前橋電車区）的165系、169系（車身顏色是蒙特雷色）[1]。
  - 在2002年秋季期間使用來自三鷹電車區（日语：三鷹車両センター）的165系、169系（車身顏色是三鷹色）[1]。

- 183系（日语：国鉄183系電車）
  - 在2012年秋季至2013年春季及2013年秋季期間使用來自大宮綜合車輛中心東大宮中心（日语：大宮総合車両センター東大宮センター）的183系，以6卡編成行走[5]。

- 185系
  - 在2013年冬季至2018年夏季期間，使用來自大宮綜合車輛中心東大宮中心的185系，以6卡編成行走。

- E257系
  - 在2018年秋季起使用來自幕張車輛中心（日语：幕張車両センター）的E257系500番台，以5卡編成行走。
  - 在2021年10月起使用來自大宮綜合車輛中心東大宮中心的E257系5500番台，以5卡編成行走。

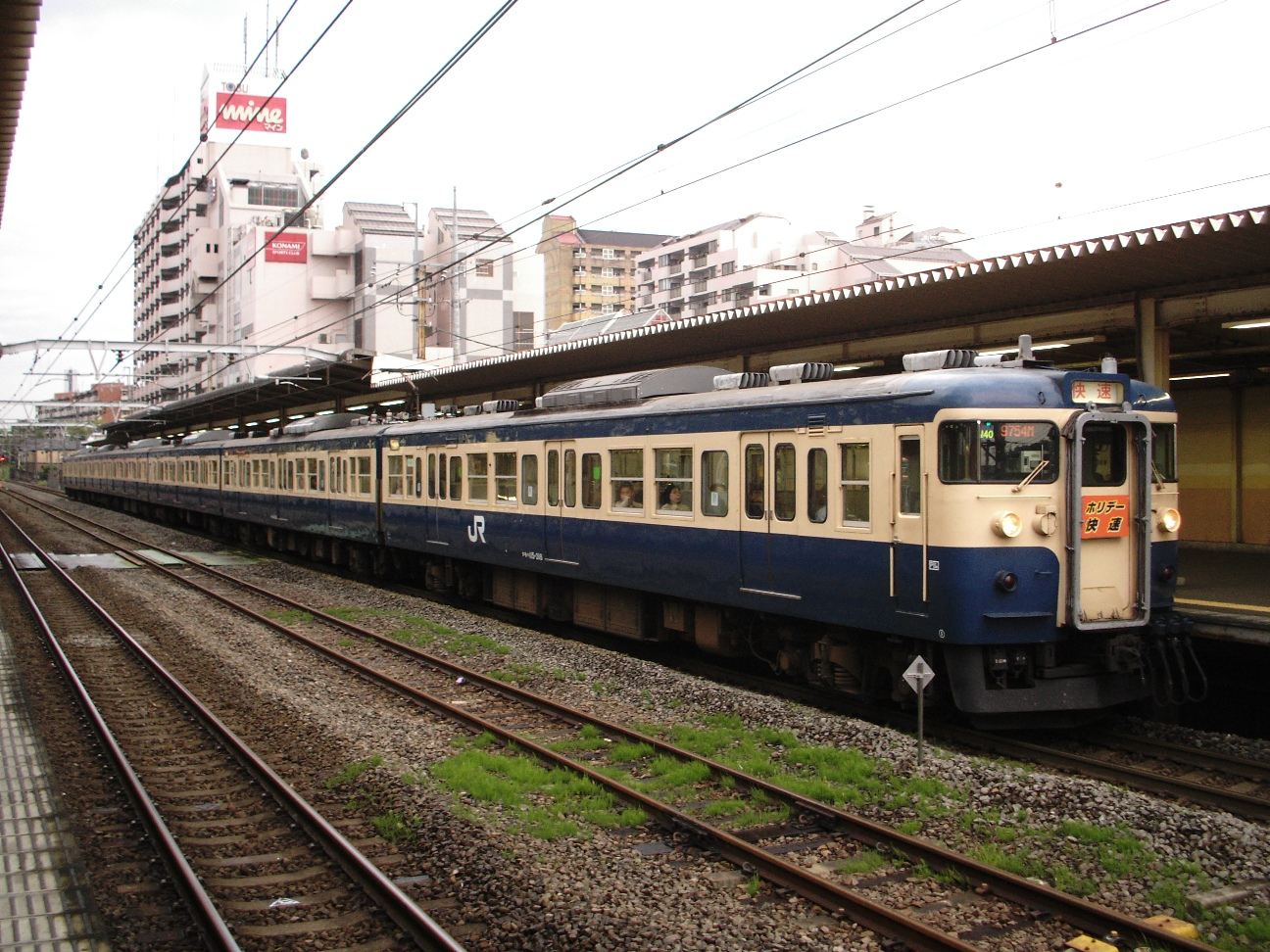
使用115系行走「假日快速鎌倉」
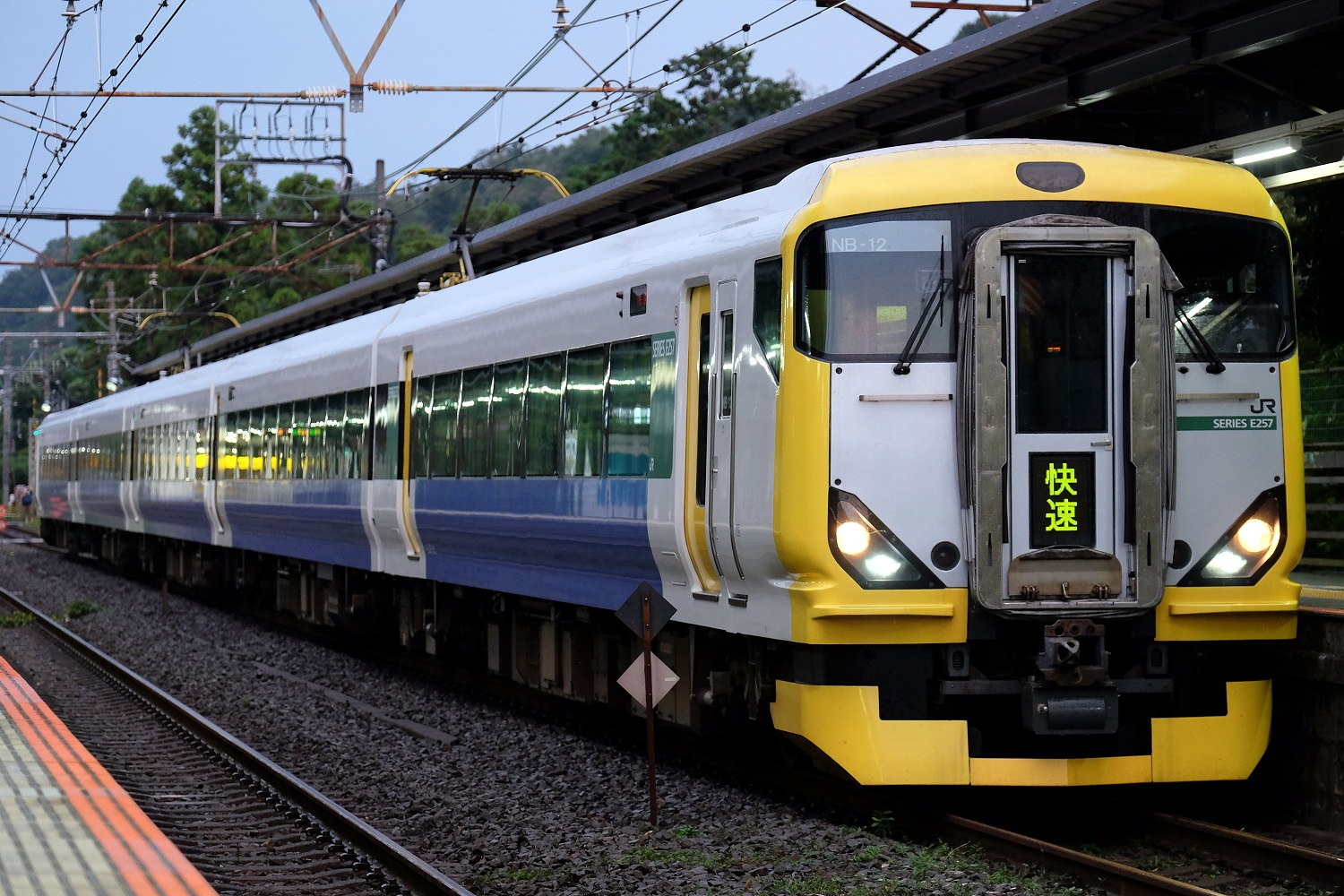
使用E257系500番台行走「假日快速鎌倉」

## 曾經與「鎌倉」類似的列車

### 假日快速鎌倉（小山站到發）
在1990年至1993年之間，曾經開設了行走於宇都宮線小山站至鎌倉站之間的「假日快速鎌倉」，停車站如下。在1993年春季起，行走區間縮短為大宮站至鎌倉站之間。
- 小山站 -（各站停車）- 大宮站 - 北朝霞站 - 東所澤站 - 新秋津站 - 西國分寺站 - 橫濱站 - 大船站 - 北鎌倉站 - 鎌倉站

在2001年，「假日快速鎌倉」再次於小山站到發，當時在宇都宮線內快速運輸。停車站如下。
- 小山站 - 古河站 - 久喜站 - 蓮田站 - 大宮站 - 北朝霞站 - 東所澤站 - 新秋津站 - 西國分寺站 - 橫濱站 - 大船站 - 北鎌倉站 - 鎌倉站

### 早安栃木＆鎌倉
在1996年，宇都宮線的新特急「早安栃木」2號（從宇都宮站出發前往新宿站）的運輸區間延長，變成了行走於宇都宮站至鎌倉站之間的特急「早安栃木＆鎌倉」。當時只有單向前往鎌倉的班次，沒有回程前往宇都宮的班次。停車站如下。使用車輛方面，使用了與「早安栃木」2號相同的185系（來自田町電車區（→田町車輛中心→現時：東京綜合車輛中心田町中心）），以7卡編成行走。
- 宇都宮站 - 石橋站 - 小山站 - 古河站 - 久喜站 - 蓮田站 - 大宮站 - 赤羽站 - 池袋站 - 新宿站 - 橫濱站 - 大船站 - 北鎌倉站 - 鎌倉站

### 假日快速常盤鎌倉

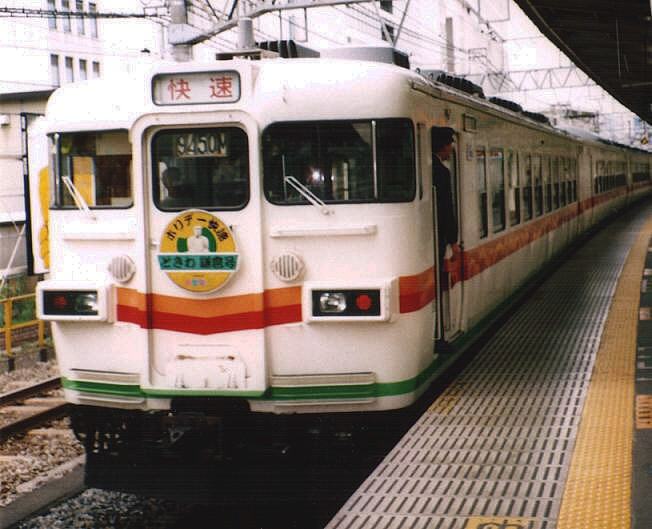
假日快速常盤鎌倉號。車輛使用167系Acomo改善車。
（2002年3月23日）

「假日快速常盤鎌倉」是行走於勝田站、取手站至鎌倉站之間的臨時快速列車，途經常磐線、山手貨物線、東海道本線和橫須賀線。
該列車會途經常磐線貨物支線，隨後駛入田端操車場內進行折返，再駛入山手貨物線。在開始運輸當初，列車停靠田端操車場的時間較長，前往取手的班次會停靠田端操車場約45分鐘。 
在湘南新宿線開通起，由於山手貨物線的列車數量大增，使不再開設「假日快速常盤鎌倉」。改為開設「閒逛鎌倉號」，連接常磐線至橫濱、鎌倉一帶。 
雖然JR東日本在常磐線三河島站至田端站之間設定營業距離，但是該區間不屬於大都市近郊區間，同時也沒有發售相關區間的車票紀錄。事實上，車費是以途經日暮里站作計算。

#### 停車站
勝田站 - 水戶站 - 友部站 - 石岡站 - 土浦站 - （各站停車） - 取手站 - 我孫子站 - 柏站 - 松戶站 - 北千住站 - 南千住站 - 池袋站 - 新宿站 - 橫濱站 - 大船站 - 北鎌倉站 - 鎌倉站
- 截至開始運行時，列車會通過南千住站。

#### 使用車輛
當初是使用來自幕張電車區（現時：幕張車輛中心）的165系＋169系，以6卡編成。第二次提供服務時改用來自田町電車區（現時：田町車輛中心）的167系Acomo改善車，以8卡編成。第三次提供服務時改用勝田電車區（現時：勝田車輛中心）的415系（403系），以7卡編成（所有車輛都是半橫置座位/半長椅座位）。最後一次提供服務時改用田町電車區的167系（與第二次相同）。

### 快速鎌倉物語
在2004年至2005年多客時期。JR東日本曾開設行走於宇都宮站至鎌倉站之間的臨時「快速鎌倉物語」，使用189系「彩野」編成（曾經隸屬小山車輛中心。後來轉移至大宮綜合車輛中心）行走，全車為指定席。「快速鎌倉物語」在夏季和冬季的途經路段不同。在冬季期間，該列車途經武藏野線，其停車站如下。
- 宇都宮站 - 石橋站 - 小山站 - 古河站 - 栗橋站 - 久喜站 - 蓮田站 - 大宮站 - 北朝霞站 - 新座站 - 東所澤站 - 新秋津站 - 西國分寺站 - 橫濱站 - 大船站 - 北鎌倉站 - 鎌倉站

在2004年春季至夏季期間，該列車改經新宿，其停車站如下。
- 宇都宮站 - 石橋站 - 小山站 - 古河站 - 栗橋站 - 久喜站 - 蓮田站 - 大宮站 - 池袋站 - 新宿站 - 橫濱站 - 大船站 - 北鎌倉站 - 鎌倉站

### 假日快速鎌倉路、快速湘南海灘、假日快速赤城鎌倉
在1995年至2001年秋季期間的多客時期，JR東日本曾開設行走於高崎線高崎站至鎌倉站（1996年夏季起延長至逗子站）之間的「假日快速鎌倉路」和「快速湘南海灘」，這兩列車的停車站如下。在1997年起，列車名稱變更為「假日快速赤城鎌倉」。後來，列車的行走區間延長至伊勢崎站。使用車輛方面，這些車輛均使用來自新前橋電車區（現時：高崎車輛中心）的169系9卡編成（3抽3卡編成連結），部分座位是指定席。
- （伊勢崎站 -（各站停車）- #）高崎站 - 新町站 - 本庄站 - 深谷站 - 熊谷站 - 鴻巢站 - 桶川站 - 上尾站 - 大宮站 - 赤羽站* - 池袋站** - 新宿站 - 橫濱站 - 大船站 - 北鎌倉站 - 鎌倉站（- 逗子站##）

*：只有鎌倉方向的班次停靠、　**：只有前往高崎的班次停靠、　#：1999年起改於伊勢崎站到發、　##：1996年夏季起改於逗子站到發

### 間逛鎌倉號、閒逛座敷鎌倉號
「間逛鎌倉號」和「閒逛座敷鎌倉號」是行走於磐城站至鎌倉站之間的臨時急行列車，途經常磐線、武藏野線、東海道本線和橫須賀線。
在毎年6月至7日上旬，於鎌倉市周邊繡球花盛開的季節，11月至12月的紅葉季節，以及1月的星期六、日及公眾假期時鶴岡八幡宮初詣季節，這三段期間會開設班次行走。在其他時期（例如：「從車站遠足」舉行當天）也會開設班次行走。
另外，在一段時期會以「閒逛座敷鎌倉號」的名義行走。
在11月和1月，當「間逛鎌倉號」和「閒逛座敷鎌倉號」的車輛行走「間逛高尾散策號」時。「間逛鎌倉號」或「閒逛座敷鎌倉號」會暫停服務。
在2015年3月14日，隨著上野東京線開業。「間逛鎌倉號」和「閒逛座敷鎌倉號」均變為「間逛橫濱·鎌倉號」。「間逛鎌倉號」最後一次提供服務是在2014年11月的鎌倉紅葉時期。而「閒逛座敷鎌倉號」最後一次提供服務是在2015年1月，鶴岡八幡宮初詣季節時期。
在「間逛鎌倉號」和「閒逛座敷鎌倉號」停止服務後，連接武藏野線與橫濱、鎌倉方向的列車服務由「假日快速鎌倉號」繼承。

#### 停車站
以下為在2014年6月（重新停靠柏站）至2015年1月結束行走前的停車站。
磐城站 - 湯本站 - 泉站 - 磯原站 - 高萩站 - 日立站 - 常陸多賀站 - 大甕站 - 東海站 - 勝田站 - 水戶站 - 赤塚站 - 友部站 - 石岡站 - 土浦站 - 牛久站 - 佐貫站 - （柏站） - （南流山站） - 新秋津站 - 橫濱站 - 北鎌倉站 - 鎌倉站
- 「閒逛座敷鎌倉號」通過（）內的車站

在當初開始行走時，列車會停靠柏站。但是很快便變為通過站，以避免乘客誤乘「Fresh常陸」。但是隨著於2013年起，「Fresh常陸」基本上使用E657系行走，在2014年起再次停靠柏站。
在2007年3月18日時間表修正起，列車通過南越谷站、南浦和站和北朝霞站，同時加停勿來站和十王站。在2010年，列車通過取手站和我孫子站。
在2012年6月起，列車通過東所澤站和西國分寺站，使於武藏野線內唯一停車站只剩下新秋津站。在2014年，當列車重新停靠柏站的時候，也同時加停南流山站。
當初整個列車中設有一卡自由席車廂，後來全部車廂均變為指定席。

#### 使用車輛
在2014年11月起，該列車使用勝田車輛中心所屬的651系。
當初是使用7卡編成的E653系。後來改用勝田車輛中心所屬，以6卡編成（K60編成）的485系。在2013年6月起，再次改用以7卡編成的E653系。隨著E653系開始行走特急「稻穗」，在2014年6月（繡球花盛開季節期間）是最後一次使用該車輛。另外，在使用485系行走「間逛鎌倉號」時，車頭牌設有專用的「間逛鎌倉號」圖案。
而在「閒逛座敷鎌倉號」方面，則使用勝田車輛中心所屬的485系座敷列車編成「度假特快優」。

### 橫濱灣區號
在「閒逛鎌倉號」開始運行時，臨時急行「橫濱灣區號」也同時開始運行。該列車行走於磐城站至鎌倉站之間，途經常磐線、武藏野線、東海道本線（高島線）、根岸線和橫須賀線。 
在鶴見至東高島至櫻木町之間，該列車途經東海道本線貨物支線（通稱「高島線」），該路段只有少數營業列車途經。
最後一次提供服務的日期是2009年7月，當時為了橫濱港開港150周年而提供服務。 

#### 停車站
磐城站 - 湯本站 - 泉站 - 勿來站 - 磯原站 - 高萩站 - 日立站 - 常陸多賀站 - 大甕站 - 東海站 - 勝田站 - 水戶站 - 赤塚站 - 友部站 - 石岡站 - 土浦站 - 牛久站 - 佐貫站 - 東所澤站 - 新秋津站 - 西國分寺站 - 櫻木町站 - 石川町站 - 北鎌倉站 - 鎌倉站
- 列車到達鶴見站會停靠在沒有月台的路軌上作運輸停車。在這個時候會有乘務員交班。在其他車站會因為配合時間表而運輸停車。

#### 使用車輛
與「閒逛鎌倉號」同樣，使用E653系或485系行走「橫濱灣區號」。

### 閒逛橫濱·鎌倉號
隨著上野東京線開業，該列車於2015年4月5日開始運行。在前述的「間逛鎌倉號」提及到，該列車會在鎌倉觀光季節時行走。而此列車的名稱由於加上「橫濱」，因此不會只是在鎌倉的觀光季節時提供服務。
與「閒逛橫濱·鎌倉號」的前身「間逛鎌倉號」一樣，「閒逛橫濱·鎌倉號」是從磐城站到發，以及列車類別為急行列車。在2017年6月起，該列車不再行走於磐城站至日立站之間，改於日立站到發。在2018年4月降級為快速列車，同時加停取手站、松戶站和北千住站。順帶一提，於常磐線臨時列車「間逛高尾散策號」與「舞濱·東京灣區號」也是在日立站到發，當「閒逛橫濱·鎌倉號」縮短至日立站時，常磐線的臨時快速列車便統一於日立站到發。
與「閒逛橫濱·鎌倉號」的前身「間逛鎌倉號」一樣，車內設有販賣服務，在2016年起不再提供該服務。
最後一次提供服務是在2018年6月，隨後再沒有開辦班次。使用車輛方面為651系0番台，在2019年，該基本編成已經被退役。

#### 停車站
（磐城站 - 湯本站 - 泉站 - 磯原站 - 高萩站 - ）日立站 - 常陸多賀站 - 大甕站 - 東海站 - 勝田站 - 水戶站 - 赤塚站 - 友部站 - 石岡站 - 土浦站 - 牛久站 - 佐貫站 - 取手站 - 柏站 - 松戶站 - 北千住站 - 上野站 - 東京站 - 品川站 - 橫濱站 - 北鎌倉站 - 鎌倉站
- 2017年7月起不再行駛（）內的磐城站至日立站之間於。

隨著列車從途經武藏野線變為途經上野東京線，該列車加停了上野站、東京站和品川站。另一方面，由於不再途經武藏野線，因此不停靠南流山站和新秋津站。
當列車改經上野東京線後，前往鎌倉的所需時間縮短了。與2014年11月運行的「間逛鎌倉號」作比較，從磐城站前往鎌倉站的時間縮短37分鐘，從鎌倉站前往磐城站的時間縮短56分鐘。另外，於春季至初秋之間的班次中，在磐城站至柏站（正確來說是武藏野線的貨物線始點，位於北小金站附近）之間的時間表變更了，使旅客停留在橫濱和鎌倉的時間增加至少90分鐘。在晩秋（紅葉時期）至冬季期間，當時列車會在日落時間（即16:50）從鎌倉站出發。而列車於回程時的時間表有所差異，例如在上野站的停車時間中，在春夏季時期會停靠6分鐘(18:56 - 19:02)，秋冬季只停靠1分鐘(17:43 - 17:44)。因此鎌倉站至磐城站之間的所要時間中，前者需要4小時11分，後者只需3小時48分。但是在2017年10月時間表修正中，鎌倉站的出發時間提早至16:22，加上上野站的停車時間變為1分鐘(17:16 - 17:17)，與2018年春夏季的時間表統一化。

#### 使用車輛
與「間逛鎌倉號」一樣使用勝田車輛中心所屬的651系。

## 歷史
- 1990年 - 開設行走於小山站至鎌倉站之間的「假日快速鎌倉」（途經武藏野線）。當時的列車愛稱方面，前往鎌倉的名稱為「假日快速鎌倉1號」，前往小山的名稱為「假日快速鎌倉2號」[2]。
- 1993年 - 在秋季的行走區間縮短為大宮站至鎌倉站之間，並且不再附上班次編號（1號、2號）[1][2]。
- 1995年 - 開設行走於高崎站至鎌倉站之間的「假日快速鎌倉路」（途經新宿）[2]。
- 1996年
  - 在夏季期間，開設行走於高崎站至逗子站之間的快速「湘南海灘」。後來，「假日快速鎌倉路」的行走區間延長至於逗子站到發[2]。
  - 在秋季起，開設行走於宇都宮站至鎌倉站之間的臨時特急「早安栃木＆鎌倉」（途經新宿）（只有單向班次前往鎌倉）。直至1997年春季為止[2]。
- 1997年 - 「假日快速鎌倉路」改名為「假日快速赤城鎌倉」[2]。
- 2001年 - 「假日快速鎌倉」的行走區間延長至於小山站到發[2]。
- 2002年 - 隨著湘南新宿線於2001年12月開始運行，「假日快速鎌倉」於2002年春季暫停服務。在秋季起，使用「{{Translink|ja|むさしの号|武藏野號列車|假日快速武藏野]]」的車輛重開班次[1]。
- 2004年 - 開設行走於宇都宮站至鎌倉站之間的快速「鎌倉物語」，全車為指定席[2]。車輛方面使用團體專用列車（日语：団体専用列車）183系電動列車「彩野」（日语：国鉄183系電車）。
- 2011年 - 在冬季從大宮站到發改為於南越谷站到發。
- 2013年 - 截至9月23日，115系M40編成不再行走[4]。使用車輛改用183系或185系。
- 2018年 - 截至當年夏季，185系不再行走。使用車輛改用E257系500番台，全車為指定席。
- 2021年 - 截至9月26日，E257系500番台不再行走。在10月9日起，行走區間從於南越谷站到發改為於吉川美南站到發，使用車輛改用E257系5500番台[12]。
- 2022年 - 10月1日起，臨時列車「假日快速鎌倉」變更為特急「鎌倉」，另外不再停靠越谷Laketown站、南浦和站、東所澤站和大船站。

## 注腳